# Vitalic

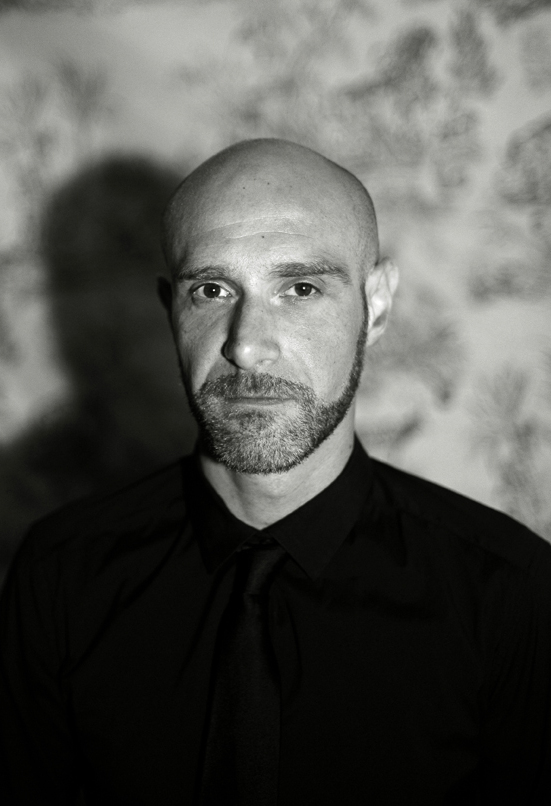
Vitalic

Vitalic geboren als Pascal Arbez (Dijon, 1976) is een Franse techno- en electromusicus en treedt op als live-dj. Zijn grootste successen zijn de Poney ep (2001) en het album OK Cowboy (2005).

## Biografie
Zijn eerste ep's verschenen vanaf 1996 onder de namen Dima, Hustler Pornstar en Vital Ferox. Het was ook toen dat hij bevriend raakte met dj The Hacker (Michel Amato). The Hacker stelde hem voor om zijn nieuwe tracks naar het label van DJ Hell, Gigolo Records, te sturen. Onder de nieuwe naam Vitalic verscheen in 2001 de Poney ep. Het wordt voor het label een van de best verkopende releases, dankzij het populaire nummer La Rock 01 dat op de ep staat. Hij begon met een live-acts en ging langs festivals toeren. Niet lang daarna besloot hij weg te gaan van Gigolo Records, omdat hij zich niet meer kon vinden in het beeld dat het label uitdroeg. Hij verschoof zijn activiteiten richting zijn eigen label 'Citizen Records'. In de tussentijd nam hij als The Silures samen met producer Mount Sims en zangeres Linda Lamb de All You Can Eat ep op.
Bij het grote publiek werd Vitalic bekend doordat 2 Many DJs zijn hit La Rock 01 op hun verzamel-cd As heard on radio Soulwax pt 2 (PIAS) plaatsten. Het publiek moest echter nog tot 2005 wachten vooraleer Vitalic met het debuutalbum Ok Cowboy (PIAS) op de proppen kwam. Ondanks de lange stilte waren de media enthousiast over het album. Het leverde hem een wereldwijd vele verzoeken op om live te komen spelen. Live registraties hiervan werden uitgebracht op V Live. Met Linda Lamb nam hij de Bells ep (2006) op.
In mei van 2008 begonnen de opnames voor een tweede album waarbij hij nieuwe apparatuur inzette. In de nazomer van 2009 was Flashmob af. Het album was iets rustiger dan zijn voorganger. In 2012 volgde Rave Age waarop hij dezelfde lijn verderzette. Een album van het project The Silures werd enkele malen aangekondigd maar is tot nog toe niet verschenen.
In België heeft hij op Dour Festival, Rock Werchter, Pukkelpop, I love techno, Ancienne Belgique, Botanique, Culture Club te Gent en Silo te Leuven gespeeld. In Nederland stond hij op Lowlands, Extrema Outdoor, Awakenings en Dance Valley.

## Discografie

### Albums
- OK Cowboy, Different/PIAS, 2005
- OK Cowboy (Collector's Edition), Different/PIAS, 2006
- Vitalic Live (Recorded @ Ancienne Belgique on the 27th of October 2006), Citizen Records – Different/PIAS, 2007
- Flashmob, Different/PIAS, 2009 (release 28 september)
- Rave Age, Different/PIAS, 2012 (release 5 november)
- Voyager, Citizen Records/Clivage Music, 2017 (release 20 januari)
- Dissidænce Episode 1, Clivage Music, 2021
- Dissidænce Episode 2, Clivage Music, 2022
- Disco Boy - Original motion picture soundtrack, Clivage Music, 2023

### Singles – ep's
- Poney EP 2001
- To L'An-fer From Chicago 2003
- Fanfares 2004
- My Friend Dario 2005
- No Fun 2005
- Bells EP 2006
- Disco Terminateur EP 2009
- Poison Lips 2009
- Second Lives 2010
- Stamina 2012
- Fade Away 2013
- Film Noir EP 2016
- Tu Conmigo feat. La Bien Querida 2017
- And it Goes Like 2022
- Sexy Beast feat. I Hate Models 2023
- Disco Boy - The Rising 2023
- Power in my Hands feat. Silly Boy Blue 2023
- Confess EP 2023
- Coeur Noir feat. NTO 2024
- You're Not Alone feat. Vimala 2024

### Remix
- A number of names – Shari vari (Vitalic & The Hacker remix, 2002)
- Manu Le Malin – Ghost train (Vitalic remix, 2002)
- Miss Kittin & The Hacker – 1982 (Vitalic remix, 2002)
- Slam ft. Dot Allison – Visions (Vitalic remix, 2002)
- Lady B – Swany (Vitalic remix, 2002)
- Demon vs. Heartbreaker – You Are My High (Vitalic remix, 2002)
- Basement Jaxx – Cish cash (Vitalic remix, 2004)
- Daft Punk – Technologic (Vitalic remix, 2005)
- Röyksopp – What Else Is There? (Vitalic remix, 2005)
- Björk – Who Is It (Vitalic remix, 2005)
- Moby – Go (Vitalic remix, 2006)
- Detroit Grand Pubahs & Dave The Hustler – Go Ahead (Vitalic remix, 2006)

### Andere projecten
- Dima
- Hustler Pornstar
- Vital Ferox (met Al Ferox)
- The Silures (met Linda Lamb)
- Kompromat (met Rebeka Warrior)